# Saint-Cyr-sur-Morin
Saint-Cyr-sur-Morin ist eine französische Gemeinde mit 1.943 Einwohnern (Stand: 1. Januar 2022) im Département Seine-et-Marne in der Region Île-de-France. Sie liegt östlich von Paris, gehört zum Arrondissement Provins und ist Teil des Kantons Coulommiers (bis 2015: Kanton Rebais). Ihre Einwohner werden Saint-Cyriens genannt.

## Geographie
Saint-Cyr-sur-Morin liegt etwa 62 Kilometer östlich von Paris am Petit Morin. Umgeben wird Saint-Cyr-sur-Morin von den Nachbargemeinden Saâcy-sur-Marne im Norden, Bussières im Nordosten, Saint-Ouen-sur-Morin im Osten, Doue im Süden sowie Jouarre im Westen.

## Bevölkerungsentwicklung
| 1962                      | 1968 | 1975 | 1982 | 1990 | 1999 | 2006 | 2012 |
| ------------------------- | ---- | ---- | ---- | ---- | ---- | ---- | ---- |
| 1023                      | 984  | 1026 | 1209 | 1467 | 1684 | 1772 | 1914 |
| Quelle: Cassini und INSEE |      |      |      |      |      |      |      |

## Sehenswürdigkeiten

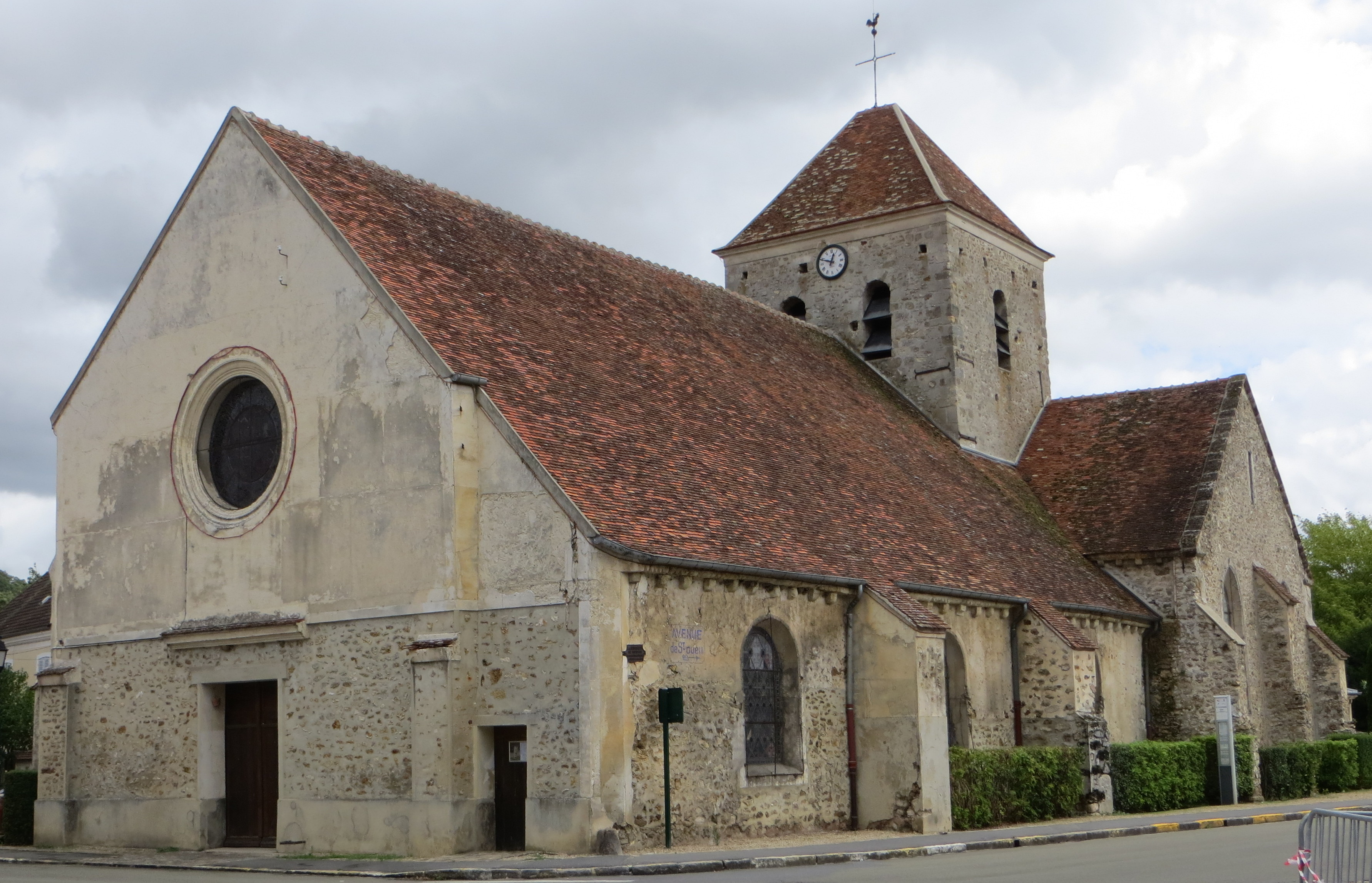
Kirche Saint-Cyr-Sainte-Juliette

- Kirche Saint-Cyr-Sainte-Juliette, Anfang des 13. Jahrhunderts erbaut, spätere Umbauten aus dem 16. und 17. Jahrhundert (siehe auch: Liste der Monuments historiques in Saint-Cyr-sur-Morin)

## Persönlichkeiten
- Pierre Mac Orlan (1882–1970), Schriftsteller